# Guenda
Guenda è un romanzo dello scrittore italiano Marino Moretti scritto e pubblicato nel 1918.
Il romanzo narra la vicenda di Guenda che rimane vedova con un bambino, Claudino, e si innamora di Corrado, fidanzato della sorella Lud. Dopo molte indecisioni Guenda accetta un appuntamento ma, proprio quel giorno, viene colpita da un attacco acuto di  appendicite che la conduce alla morte.